# Europe Elects
Europe Elects – organizacja agregująca sondaże i publikująca dane związane z wyborami, głównie badania opinii publicznej w krajach europejskich. W przeszłości była porównywana do portalu FiveThirtyEight, amerykańskiego analityka, Nate'a Silvera.  

## Geneza działania
Europe Elects została założona w 2014 jako konto na Twitterze. Projekt szybko zyskał na popularności, ponieważ był jednym miejscem, w którym zebrano dane z europejskich sondażowni oraz wyborów w państwach Unii Europejskiej. W 2017 założyciel Europe Elects, Tobias Gerhard Schminke, zrekrutował zespół a poza Twitterem, działalność rozszerzyła się na inne platformy oraz stronę internetową. Projektem kieruje Jakub Rogowiecki, zaś redaktorem naczelnym został Julius Lehtinen. Działalność została sformalizowana w 2019 roku, w Niemczech została zarejestrowana spółka z ograniczoną odpowiedzialnością o nazwie Europe Elects.

## Działalność
Organizacja publikuje sondaże przeprowadzone przez ośrodki badania opinii publicznej we wszystkich krajach europejskich na poziomie centralnym oraz regionalnym. Publikacje Europe Elects regularnie wskazują na przynależność partii krajowych do odpowiednich grup Parlamentu Europejskiego, co z czasem zostało przyjęte przez inne media.   
Europe Elects regularnie publikuje prognozę rozkładu miejsc dla poszczególnych frakcji Parlamentu Europejskiego i pokazuje, jak wyglądały by wyniki wyborów, gdyby odbyły się one w dniu publikacji prognozy. Do swoich analiz, eksperci Europe Elects wykorzystują samodzielnie pozyskiwane dane. Podczas wyborów do Parlamentu Europejskiego w 2019 Europe Elects cieszyło się największą dokładnością prognozy dt. rozkładu miejsc w Parlamencie Europejskim.  
W 2019 platforma uruchomiła własny podkast. W każdym odcinku zespół analizuje najnowsze dane z sondaży dla państw Europy i przeprowadza wywiady z ekspertami, aby poznać ich zdanie na temat aktualnej sytuacji geopolitycznej w Europie.  

## Wpływ oraz odbiór zewnętrzny
Wyniki publikowane przez Europe Elects są często cytowane przez portal Euronews, dzięki czemu organizacja uważana jest za główne źródło informacji medialnych dotyczących Parlamentu Europejskiego. Europe Elects jest często cytowany zarówno w publikacjach europejskich i na całym świecie. Ponadto, reprezentowana jest w Centrum Studiów nad Polityką Europejską i jest stałym źródłem danych dla dziennikarstwa dotyczącego polityki europejskiej. W Polsce, Europe Elects cytowane było przez członka tej organizacji, Michała Konarskiego na łamach Krytyki Politycznej, Strajk.eu oraz młodzieżowego pisma Alternatywa. Artykuły pisane przez członków Europe Elects pojawiają się też regularnie na portalu Euractiv.